# La storia del dottor Wassell
La storia del dottor Wassell (The Story of Dr. Wassell) è un film del 1944 diretto da Cecil B. DeMille.

## Trama
Il giovane dottor Corydon Wassell, medico condotto nello stato dell'Arkansas, stimato da tutti, incontra un giorno un'infermiera della Croce Rossa, Madeleine, in partenza per la Cina, e decide di partire con lei arruolandosi come medico missionario. Arrivato al piccolo centro asiatico, inizia una strenua battaglia contro un'epidemia che fa strage della popolazione locale. Aiutato da Madeleine, dopo faticose ricerche riesce ad isolare il batterio, responsabile della malattia, apprendendo, solo dopo, di essere stato preceduto da un altro medico.
Wassell abbandona la Cina e si arruola in Marina di stanza nel Pacifico, la sua nave viene duramente colpita dai giapponesi, Wassell si prodiga per soccorrere i marinai feriti e per il trasporto degli stessi in un ospedale di Giava. Ma anche lì i giapponesi riescono a sbarcare e Wassell deve nuovamente prodigarsi per i trasporto dei soldati su una nave ospedale dove ritrova Madeleine e viene decorato per meriti di guerra.

## Distribuzione
In Italia venne distribuito nel 1948, col doppiaggio eseguito dalla C.D.C.

## Critica
(Leo Pestelli)